# Hajdúhadház
Hajdúhadház – miasto na Węgrzech, liczące ponad 12,4 tys. mieszkańców (I 2011 r.). Położone 18 km na północ od Debreczyna, stolicy komitatu Hajdú-Bihar.

## Miasta partnerskie
- Łęczna, Polska